# Baden (adelsätt)
Baden var en dansk uradelssläkt från Sjælland, som är känd från början av 1432 till 1639. Släkten använde aldrig namnet Baden. Släktforskare har givit dem namnet, men det är oklart varför.
Baden förekom i fyra grenar:
- I – Bispens gren
- II – Willum Sorts gren (ingift med gren I)
- III – Borgmästargrenen
- IV – Amiralens med den norska grenen

Något fastställt släktskap mellan grenarna III och IV har inte fastställts, så släkten definieras genom att ha använt samma sigill. Linjerna III och IV har antagligen adlats med stöd av förbön given av biskopen under hans vapen.
Vapen
En sköld med ett blått fält med en måne i guld liggande på rygg, derunder en mussla i silver (vit). På hjälmen åtta påfågel fjädrar (istället för sedvanliga två horn).

## Historia
Den första kända mannen är biskopen i Roskilde (linje I) Oluf Mortensen Baden (känd 1432 död 1485), från vilken det finns ett bevarat sigill. Hans förmodade brorsdotter gifte sig med Willum Sort (senior) i linje II. 
Den sista mannen i släkten var amiralens son Christian Hansen Baden (död 1618) (linje III), som var länsman på Kronborg. Den sist kända kvinnan var hans kusin Emerentze Pedersdatter (född 1587 död 1639).
Den mest kända släktmedlemmen är Hans Lauridsen Baden (känd 1548 död1566) som av sin moder hade ärvt Nörgård i Utstolpe på Lolland. Han var amiral och under det nordiska sjuårskriget 1563-70 förde han en sjöslag mot Sverige i Östersjön mellan Öland och Gotland 1566. Det slutade oavgjort, men många dödades, inklusive hans viceamiralen. Han ankrade därefter några dagar med alla sina 36 fartyg vid Visby på Gotland för att begrava viceamiralen. Hans skepparer och länsmannen på Visborg varnade för att sjöbotten var av kalkgrus och därför kan inte säkert kunde hålla ett ankare i blåsigt väder. Natten den 28 till 29 juli inträffade en storm varpå 14 fartyg förlorades med mer än 6000 män vilka drunknade — inklusive Hans Lauridsen.
Sätesgårdar inom ätten
Förutom biskopen, amiralen och hans son, länsmannen på Kronborg, tillhörde Baden lokal och låg adeln. De var huvudsakligen fogdar och arrendatorer som gifte sig till flera mindre gods. 
- Skottorp i sydligaste Halland, 35 km nord om Helsingborg.
- Dufeke 35 km sydost om Helsingborg.
- Nörregård i Udstolpe på Lolland.
- Ottestrup nära Ringsted. Inga uppgifter har påvisat hur egendomen kom i släktens äga, men den innehades av amiralens gren i fyra generationer.
- Fritsø vid Larvik på Norges sydöstra kust, 130 km sydsydväst om Oslo. Den skiftades från kronan och innehades av tre generationer.

## Medlemmar ur släkten
- Oluf Mortensen Baden (känd 1432 död 1485) biskop i Roskilde
- Hans Lauridsen Baden (känd 1548 död 1566) Nörgård i Udstolpe på Lolland.[4]
- Peder Iversen Baden, även kallad Jernskjegg, (född 22 jan 1551, död 4 okt 1616) Fritzöe, Larvik, Norge. Länsman över Brunla och Nummedalen, ägare av Fritsö.[5]